# Hieracium bupleuroides
Hieracium bupleuroides là một loài thực vật có hoa trong họ Cúc. Loài này được C.C.Gmel. mô tả khoa học đầu tiên năm 1808.